# UFC 32
UFC 32: Showdown in the Meadowlands（ユーエフシー・サーティツー：ショウダウン・イン・ザ・メドウランズ）は、アメリカ合衆国の総合格闘技団体「UFC」の大会の一つ。2001年6月29日、ニュージャージー州イーストラザフォードのコンチネンタル・エアラインズ・アリーナで開催された。

## 大会概要
メインイベントのUFC世界ライトヘビー級タイトルマッチでは、王者ティト・オーティズが挑戦者エルヴィス・シノシックを破り、ライトヘビー級（旧ミドル級）王座の3度目の防衛に成功した。ジョシュ・バーネットは無差別級キング・オブ・パンクラシストのセーム・シュルトを腕ひしぎ十字固めで破った。
リコ・ロドリゲス、ディン・トーマスがUFCに初出場した。

## 試合結果

### プレリミナリィカード
第1試合 ライト級 5分3R
○  トニー・デソーザ vs.  ポール・ロドリゲス ×
1R 1:05 フロントチョーク
第2試合 ヘビー級 5分3R
○  リコ・ロドリゲス vs.  アンドレイ・アルロフスキー ×
3R 1:23 TKO（レフェリーストップ：マウントパンチ）

### メインカード
第3試合 ライトヘビー級 5分3R
○  ウラジミール・マティシェンコ vs.  近藤有己 ×
3R終了 判定3-0（30-27、30-26、30-27）
第4試合 ライト級 5分3R
○  宇野薫 vs.  ファビアノ・イハ ×
1R 1:48 TKO（レフェリーストップ：パウンド）
第5試合 ウェルター級 5分3R
○  パット・ミレティッチ vs.  ショーニー・カーター ×
2R 2:42 KO（右ハイキック）
第6試合 ヘビー級 5分3R
○  ジョシュ・バーネット vs.  セーム・シュルト ×
1R 4:21 腕ひしぎ十字固め
第7試合 ライト級 5分3R
○  BJ・ペン vs.  ディン・トーマス ×
1R 2:42 TKO（レフェリーストップ：膝蹴り→パウンド）
第8試合 UFC世界ライトヘビー級タイトルマッチ 5分5R
○  ティト・オーティズ vs.  エルヴィス・シノシック ×
1R 3:32 TKO（レフェリーストップ：グラウンドの肘打ち）
※オーティズが王座の3度目の防衛に成功